# Nikolas Polster
Nikolas Polster né le 7 juillet 2002 à Vienne en Autriche, est un footballeur autrichien évoluant au poste de gardien de but au Wolfsberger AC.

## Biographie

### En club
Né à Vienne en Autriche, Nikolas Polster est formé par l'un des clubs de la capitale autrichienne, le Rapid Vienne. Refusant une offre de prolongation de son club formateur, il rejoint le LASK lors de l'été 2020, sans savoir joué le moindre match avec l'équipe première du Rapid. Le transfert est annoncé dès le 2 juin 2020.
Il fait ses débuts en professionnel avec l'équipe partenaire du club, le FC Juniors OÖ, qui évolue en deuxième division autrichienne. Il joue son premier match dans cette compétition le 18 septembre 2020 face au Rapid Vienne II. Il est titularisé et les deux équipes se neutralisent (1-1 score final).
Il est prêté le 17 janvier 2023 au Vorwärts Steyr jusqu'à la fin de la saison.
Le 27 juillet 2023, Polster rejoint le SV Horn sous la forme d'un prêt d'une saison.
Nikolas Polster quitte définitivement LASK lors de l'été 2024, il signe le 10 juillet 2024 avec le Wolfsberger AC pour un contrat de trois ans, soit jusqu'en juin 2027,.

### En équipe nationale
Avec l'équipe d'Autriche des moins de 17 ans, Polster est convoqué pour participer au Championnat d'Europe des moins de 17 ans en 2019.
Le 23 septembre 2022, Nikolas Polster joue son premier match avec l'équipe d'Autriche espoirs, face auMonténégro. Il est titularisé, et son équipe s'impose sur le score de cinq buts à un,.
En mai 2025, Nikolas Polster est convoqué pour la première fois avec l'équipe nationale d'Autriche, par le sélectionneur Ralf Rangnick.

### Palmarès
Wolfsberger AC
- Coupe d'Autriche (1) :
  - Vainqueur : 2024-2025.